# Clément Mary
Pour les articles homonymes, voir Mary.
Clément Mary, né le 13 décembre 1991, est un coureur cycliste français. Il a notamment remporté le championnat de France amateur en 2015. 

## Biographie
Clément Mary rejoint l'élite du cyclisme amateur en 2015, en s'engageant en faveur de la formation Sojasun espoir-ACNC, club de DN1, après avoir porté les couleurs de l'ASPTT Rennes pendant de nombreuses saisons.
Pour sa première saison au sein de la structure bretonne, Mary devient champion de France amateurs devant Florent Pereira et Nans Peters, succédant ainsi à Yann Guyot, désormais professionnel au sein de la formation Armée de Terre. 
Clément Mary commence, en 2016 sa deuxième saison au sein de la formation Sojasun espoir-ACNC. Une chute malheureuse lors de la première étape du Tour de Bretagne et une fracture de la clavicule le contraignent à l'abandon après seulement trois kilomètres de course, sur une épreuve qui constituait l'un des principaux objectifs de sa saison. Mary parvient finalement à se rattraper pendant l'été, et se classe 3e de la première et de la quatrième étape du Kreiz Breizh Elites, ce qui lui permet de prendre la 2e place du classement général de cette épreuve figurant au calendrier de l’UCI Europe Tour en catégorie 2.2, à seulement neuf secondes du vainqueur, le Néerlandais Jeroen Meijers. En fin de saison, et après deux années sous les couleurs de Sojasun espoir-ACNC, auréolées d'un titre de champion de France amateur, Clément Mary quitte le club et s'engage en faveur de l'UC Nantes Atlantique pour la saison 2017.

## Palmarès
- 2013
  - 2e du Souvenir René-Lochet
  - 3e de la Ronde Mayennaise
  - 3e du Tour de Belle-Île-en-Mer
- 2014
  - Grand Prix Cofely
  - Circuit des Matignon
  - La Chaussaire
  - 2e du Boucle de Villaines-la-Juhel
  - 2e du Grand Prix de Mauron
  - 3e du Circuit des Croix-Jarrots
  - 3e du Grand Prix de Champagné
- 2015
  -  Champion de France sur route amateurs
  - Ronde Mayennaise
  - 6e épreuve du Trophée Aven-Moros
  - 3e épreuve du Challenge Mayennais
  - 2e du Grand Prix de Beaumont-sur-Sarthe
  - 3e du Grand Prix Le Ham
  - 3e du Circuit des Bruyères
- 2016
  - Grand Prix U-Côtes d'Armor
  - 2e du Kreiz Breizh Elites
  - 2e de l'Étoile d'or
  - 2e du Tour de Rhuys
- 2017
  - 2e du championnat des Pays de la Loire
  - 3e du Prix Marcel-Bergereau
- 2018
  - Boucle Cycliste Villainaise
  - Grand Prix de Mauron
  - 3e du Grand Prix de la Pentecôte de Moncontour
  - 3e du Grand Prix de Saint-Pierre-la-Cour
  - 3e du Souvenir René-Lochet
- 2019
  - 2e du Grand Prix de Louisfert

## Classements mondiaux
| Année           | 2016 |
| --------------- | ---- |
| UCI Europe Tour | 890e |